# Municipio de Krivodol
El municipio de Krivodol (en búlgaro: Община Криводол) es un municipio búlgaro perteneciente a la provincia de Vratsa.
En 2011 tiene 9390 habitantes, el 76,51% búlgaros y el 13% gitanos. La tercera parte de la población vive en la capital municipal Krivodol.
Se ubica en el oeste de la provincia y su término municipal limita con la provincia de Montana.

## Localidades
Comprende la ciudad de Krivodol y los siguientes 14 pueblos:
| - Báurene - Botunia - Galatin - Glavatsi - Golemo Bábino - Gradéshnitsa - Dobrusha | - Krávoder - Lésura - Osen - Pudría - Rákevo - Uróvene - Furen |